# 1608 Muñoz
1608 Muñoz este un asteroid din centura principală, descoperit pe 1 septembrie 1951, de Miguel Itzigsohn.